# Нисидай (станция)
Станция Нисидай (яп. 西台駅 нисидай эки) — железнодорожная станция на линии Мита расположенная в специальном районе Итабаси, Токио. Станция обозначена номером I-24. На станции установлены автоматические платформенные ворота.

## Планировка станции
Две платформы бокового типа и 2 пути.
| 1 | ○ Линия Мита | Сугамо, Отэмати, Мэгуро, Хиёси |
| 2 | ○ Линия Мита | Ниси-Такасимадайра             |

## Близлежащие станции
| «      |  | Линия      |  | »             |
| ------ |  | ---------- |  | ------------- |
| Хасунэ |  | Линия Мита |  | Такасимадайра |